# Ansitz Rofenstein

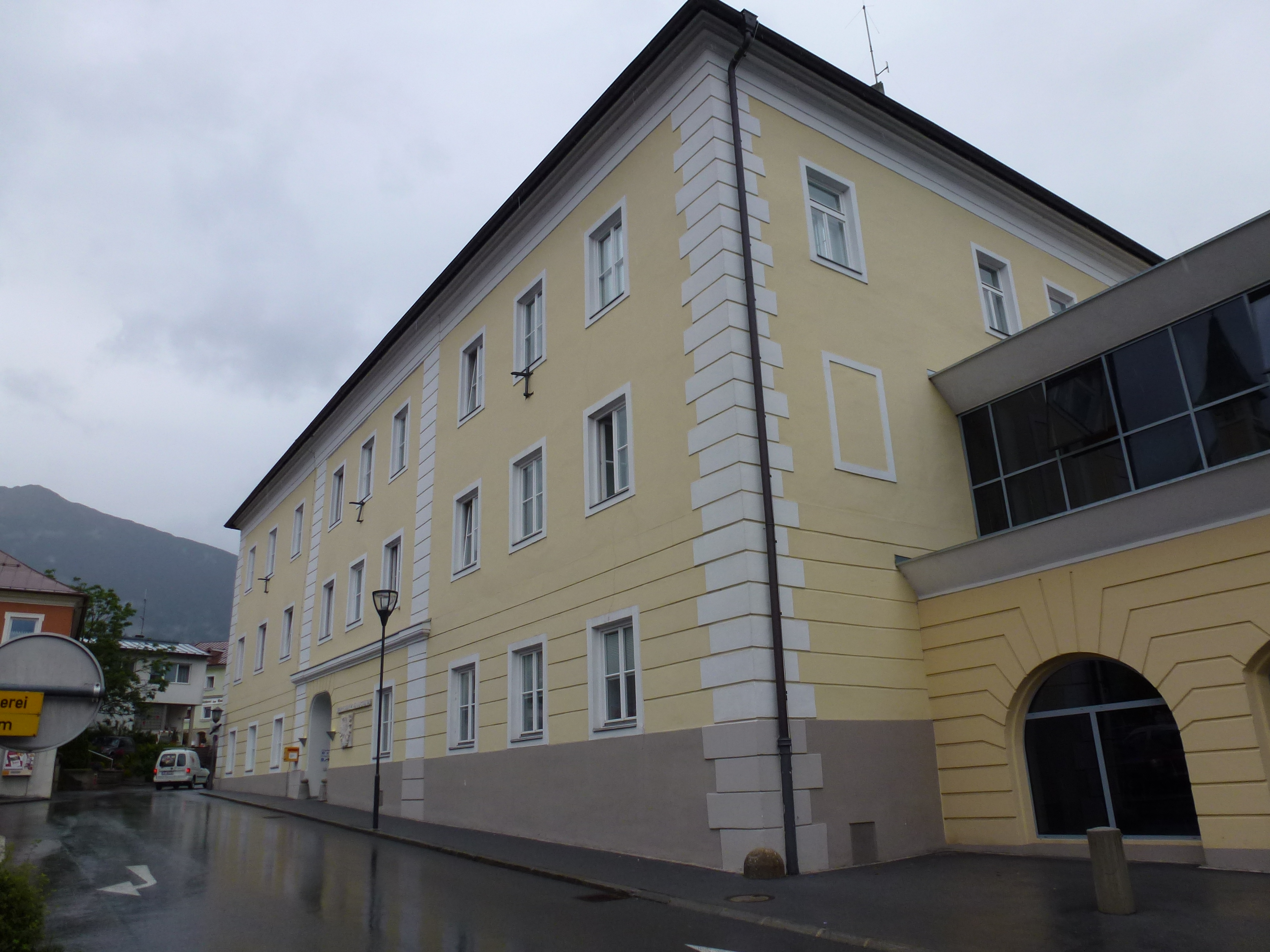
Ansitz Rofenstein in Imst

Der Ansitz Rofenstein befindet sich in der Stadt Imst des Bundeslandes Tirol (Stadtplatz 1). Heute ist in dem Gebäude die Bezirkshauptmannschaft von Imst untergebracht.

## Geschichte
1266 vererbte Konradin, der letzte legitime männliche Erbe aus der Dynastie der Staufer seinem Stiefvater Meinhard II. von Tirol dieses Gebiet. 1296 wird erstmals der Turm zu Imst erwähnt. Der Turm dürfte mit der Errichtung des Gerichtsbezirks Imst durch Graf Meinhard II. von Görz-Tirol im Zusammenhang stehen. Dieses Hochgericht umfasste den Bereich zwischen St. Petersberg bis zum Arlberg, ebenso das Pitz- und das Gurgltal.
Von 1298 sind Rechnungen des Imster Richters Christanus erhalten, der Turm war vermutlich von einer Ringmauer umschlossen. Es wird auch von Baumaterial ad domum Vmst propre turrim gesprochen, d. h. es muss ein Wohnhaus (Palas) bei dem Turm gegeben haben. Zu Beginn des 14. Jahrhunderts wird der Turm auch als castrum bezeichnet. 1377 wird ein turen auf dem Rofen genannt.
Das Gebäude wurde immer als Sitz des Gerichts verwendet. Das hinderte die Landesfürsten aber nicht daran, bei Geldnot die Gerichtsburg zu verpfänden. So war zwischen 1311 und 1313 eine Gattin von König Heinrich von Böhmen Pfandinhaberin. Nach 1360 war sie an die Herren von Rottenburg verpfändet. 1372 löste die gemaine ze Vmst die Burg für den Landesfürsten Herzog Leopold III. von Österreich ein, der dafür Imst für drei Jahre von den Steuern befreite. 1385–1396 war die Burg als Pfand dem Hans von Egelsen verschrieben und ab 1445 dem Gerwig von Rotenstein. 1448 gehörte Imst zum Wittum der Eleonore von Schottland (Gattin von Herzog Sigismund der Münzreiche) und 1484 zum Heiratsgut von dessen zweiter Gattin Katharina von Sachsen. König Maximilian I. löste 1496 das Gericht zurück und verpfändete es 1498 an die Brüder Jakob und Simon Tänzl. Diese investierten größere Summen in den Ausbau der Burg. Nach 1552 gaben die Tänzl ihr Imster Pfand auf und die Burg gelangte 1555 an Christoph Weitmoser. Dessen Nachfolger war bis 1570 Georg Fieger von Hirschberg, dann die Brüder Christoph und Karl Schurf (1579–1588), Franz Karl von Grünberg (1614) und Johann Travers zu Ortenburg (1653).
1682 wurden Schloss und Grundherrschaft Imst durch Hieronymus Bernhard Ferrari Graf d’Occhieppo erworben. In dieser Familie verblieb das Schloss bis 1824. Bereits 1683 wurde mit dem Umbau der Anlage nach Plänen von Gallus Appeller d. J. zu einem vierflügeligen Barockschloss begonnen. Seit dem späten 18. Jahrhundert wurde das Schloss als Rofenstein bezeichnet. 1822 zerstörte ein Brand das Schloss großteils. Nach 1824 wurde es im nüchternen Ingenieursstil umgestaltet. Seit 1868 ist hier das Amt der Bezirkshauptmannschaft untergebracht.

## Ansitz Rofenstein heute
Das Anwesen bildet die östliche Begrenzung des Stadtplatzes von Imst. Es ist eine dreigeschoßige, quadratische Vierflügelanlage mit Walmdach. Gegen Osten fällt das Gelände steil zum Malchbach ab. Hier musste schon im 16. Jahrhundert der Bau mit einer Mauer gestützt werden. Der einst vorhandene und völlig frei stehende Bergfried wurde nach dem Brand von 1822 bis auf drei Geschoße abgetragen. Die Mauerstärke beträgt 1,7 bis 2,0 m auf. Die ehemalige Ringmauer ist heute in die Außenmauer des Amtsgebäudes (Mauerstärken bis 1,5 m) einbezogen. Der einstige Palas ist im Südtrakt des Gebäudes zu lokalisieren. Eine ehemals vorhandene (1579) und dem hl. Andreas geweihte Kapelle verschwand beim Neubau des Amtsgebäudes im 19. Jahrhundert. Nur die im Osten hervortretende Apsis erinnert noch daran. Die mittelalterliche Burg wurde im 19. Jahrhundert völlig in den Neubau eingebaut und ist heute von außen nicht mehr zu erkennen.
1997 fand eine Generalrenovierung durch die Republik Österreich statt.